# Баркер, Роберт (футболист)
Роберт Баркер (англ. Robert Barker; 19 июня 1847 — 11 ноября 1915) — английский футболист, нападающий. Наиболее известен как первый в истории вратарь сборной Англии в первом в истории матче футбольных сборных.

## Биография
Уроженец Вулдема (графство Кент), Роберт учился в Марлборском колледже (Марлборо, Уилтшир), где играл за регбийную и футбольную команды. После завершения учёбы играл за футбольный клуб Хартфордшир Рейнджерс». Также выступал за футбольные команды графств Мидлсекс и Кент и за клуб «Уондерерс».
В ноябре 1872 года был приглашён в первый в истории состав сборной Англии на предстоящий матч против сборной Шотландии. 30 ноября 1872 года вышел на поле в качестве вратаря сборной Англии. Изначально планировалось, что в воротах англичан сыграет Александер Мортен, но он не смог принять участие в матче, и вратарём был избран Баркер, бывший «самым большим и самым медленным» игроком в составе и ещё потому, что у него был опыт игры в регби, а «навыки работы с мячом руками могли бы пригодиться».  В первом тайме Баркер сохранил ворота англичан «сухими», а в какой-то момент во втором тайме он уступил место в воротах Уильяму Мейнарду, поменявшись с ним позициями на поле. В возрасте 25 лет и 165 дней Баркер был самым старым игроком в составе сборной Англии.
Так как Баркер был в воротах англичан и числился первым в заявке сборной на матч, он официально считается первым игроком в истории сборной Англии.
По профессии был инженером-строителем железных дорог.
Умер 11 ноября 1915 года в возрасте 68 лет.